# Renan Martins Frade
Renan Martins Frade (Santos, 22 de novembro de 1984) é um jornalista, apresentador, roteirista, comunicador e produtor de conteúdo brasileiro. É colunista do UOL, foi editor do site JUDAO.com.br e co-criador e editor-chefe do portal Filmelier. Com ampla experiência na cobertura de cultura, entretenimento e do mercado relacionado a essas áreas, foi reconhecido como Top Voice pelo LinkedIn em 2018.

## Carreira
Ainda adolescente, aos 13 anos, Renan já se aventurava na produção de conteúdo para a internet, numa época pré-Google. Em 2005, formou-se em Jornalismo pela Universidade Metodista de São Paulo. No ano seguinte, iniciou sua carreira profissional na Rádio Cacique AM, em Santos, onde atuou como co-apresentador e repórter dos programas Jornal da Manhã e Jornal do Porto. 
Ainda em 2006, começou uma trajetória de quase 12 anos como editor do JUDAO.com.br, um dos sites pioneiros na cobertura da cultura pop no Brasil, que integrou portais como MTV, Vírgula, R7 e Terra durante sua existência. Atuou também como co-apresentador e roteirista do podcast O Asterisco, produzido pelo site em parceria com o estúdio Central 3.
Em 2017, ingressou na Sofa Digital, uma agregadora de conteúdos VOD, onde concebeu e foi editor-chefe do Filmelier, um portal dedicado a notícias e sugestões de filmes para assistir em salas de cinema e plataformas de streaming. Sob sua liderança, o portal foi lançado no Brasil em março de 2017 e expandiu-se para o México em 2018. Renan permaneceu no Filmelier até 2022.
Desde 2022, Renan assina a coluna Na Sua Tela no Splash, a editoria de entretenimento do UOL. Inicialmente uma newsletter com dicas de filmes e séries, a coluna evoluiu para abordar o mercado de cultura e entretenimento sob a perspectiva de negócios. Além disso, contribuiu com a coluna Mídia, Mercado & Etc no portal NaTelinha, onde analisava as tendências e transformações do mercado de mídia e entretenimento.
Renan também contribuiu como colunista e freelancer para diversos veículos, incluindo Omelete, Superinteressante, Revista Oficial do Xbox, Grande Prêmio e Mundo dos Super-Heróis. Cobriu cinco edições da San Diego Comic-Con e diversos outros eventos nacionais e internacionais.

## Comunicação Corporativa
Na comunicação corporativa, Renan acumula experiência em cargos de atendimento, coordenação e gerência com diversas marcas e empresas brasileiras e internacionais, como Netflix, Warner Channel, CNN, TNT, Cartoon Network, Veja, Vanish, Metropolitan FM, Editora Atlas e GuiaBolso.

## Reconhecimento
No LinkedIn, Renan foi eleito como Top Voice, um um grupo seleto de especialistas globais, líderes, agentes de mudança, figuras públicas e inovadores na plataforma. Ele possui cerca de 340 mil seguidores na rede social.